# Quartier de l'Europe
Pour les articles homonymes, voir Quartier européen.
Le quartier de l’Europe est le 32e quartier administratif de Paris situé dans le 8e arrondissement. Il est centré autour de la place de l'Europe et nombre de ses rues portent des noms de villes européennes.

## Historique

Le quartier de l'Europe sur un plan du 8e arrondissement.

Le quartier de l'Europe doit une grande partie de son urbanisation, surtout dans sa partie orientale, à deux spéculateurs fonciers : le banquier suédois Jonas-Philip Hagerman, et Sylvain Mignon, serrurier du roi Charles X, au début du XIXe siècle.
En février 1826, ceux-ci achètent des landes et des marais situés au nord de l'ancien lit de la Seine, entre les Porcherons et la Petite-Pologne, afin d'en faire un vaste lotissement résidentiel. Ce terrain était occupé par les jardins Tivoli. Hagerman et Mignon mettent au point un plan en étoile centré sur la place de l'Europe.
Ainsi une ordonnance royale du 2 février 1826 autorise l'ouverture de la voie :
« Charles, etc. Vu le plan d'alignement de plusieurs rues et places, que les sieurs Hagerman et Mignon ont demandé l'autorisation de former sur les terrains à eux appartenant, et, situés entre les rues de Valois et de la Bienfaisance, et le mur d'enceinte de notre bonne ville de Paris, depuis la barrière de Mousseaux jusqu'à celle de Montmartre ;
vu les délibérations du Conseil général de la Seine faisant fonctions de Conseil municipal de la ville de Paris, des 11 décembre 1824 et 27 septembre 1825, portant acceptation conditionnelle du dit projet ; vu l'avis du préfet du département ; vu les lettres-patentes du 10 avril 1783 ; notre Conseil d’État entendu, nous avons ordonné et ordonnons ce qui suit :
- Article 1 : les sieurs Jonas Hagerman et Sylvain Mignon sont autorisés à former sur leurs terrains, situés entre les rues de Valois et de la Bienfaisance, du Rocher et de Saint Lazare, et le mur d'enceinte de la ville de Paris, les rues et places indiquées au plan ci-joint, savoir :
  - 1° Une rue (les rues de Saint-Pétersbourg et de Vienne) qui partira de la barrière de Clichy et aboutira sur la rue du Rocher ;
  - 2° Une autre rue (rues de Constantinople et de Londres) de la barrière de Monceaux au carrefour des rues de Clichy, Saint Lazare et de la Chaussée-d'Antin ;
  - 3° Une place (place de l'Europe) octogone de 130 mètres de diamètre au point de rencontre des rues nos 1 et 2 ;
  - 4° Une rue (rues de Madrid, de Lisbonne et de Liège) partant de la rue de Valois, à peu de distance de la rue de Mousseaux, pour aller rejoindre par une légère déviation la place no 3, et se prolonger dans la direction de la barrière Saint-Denis ;
  - 5° Une autre rue (avenue de Messine), partant du même point que la précédente, pour aboutir à l'un des angles de la place de l'Abattoir ;
  - 6° Une autre rue (anciennes rues de Rome et de Naples) partant du chemin de ronde, à peu près au point milieu entre les deux, barrières de Mousseaux et de Clichy, pour aboutir à la place no 3, et se prolonger au-delà dans la même direction ;
  - 7° Une rue (rues Larribe, de Bruxelles et de Florence) en continuation de celle de Valois, et qui aboutira à la barrière Blanche ;
  - 8° Une rue (rues de Naples et de Hambourg) se dirigeant de la barrière de Montmartre et aboutissant à la rue de Valois, près le débouché de la rue no 11 ;
  - 9° Une autre (ancienne rue de Munich) en prolongement de la rue des Grésillons, de l'autre côté de la place de l'Abattoir, et devant aboutir à la rue de Mousseaux ;
  - 10° Une autre rue (rue de Miromesnil) en continuation de celle de Miromesnil jusque vers la barrière de Mousseaux ;
  - 11° Une autre rue (rue de Téhéran) parallèle à cette dernière, pour aboutir à la rue de Valois ;
  - 12° Une rue (rue du Rocher) en continuation de celle du Rocher jusqu'à la barrière de Mousseaux ;
  - 13° Une autre rue (rue d'Athènes) qui partira du carrefour de Tivoli, pour aboutir à la rue de Clichy, vis-à-vis de celle de la Tour-des-Dames ;
  - 14° Une autre rue (rue d'Amsterdam), qui, de la barrière de Clichy aboutira rue Saint-Lazare, en face du prolongement de celle de la Ferme-des-Mathurins ;
  - 15° Enfin, une rue (rue Fontaine-Saint-Georges) en continuation de celle déjà ouverte dans la direction du carrefour de la rue des Martyrs, près de la nouvelle église de Notre-Dame de Lorette, à la barrière Blanche.
Les rues 1, 2, 4 et 6 auront 15 mètres de largeur, les autres en auront 12 mètres.

- Article 2 : cette autorisation est accordée à la charge par les sieurs Hagerman et Mignon :
  - 1° De céder gratuitement le terrain indiqué au plan comme devant servir à la formation du prolongement du boulevard projeté depuis la place de la Madeleine jusques à la barrière de Mousseaux, et en outre, de consentir la cession à la ville, soit à titre de vente, soit par voie d'échange, d'une superficie de terrain d'environ 6 273 m2, nécessaires pour la construction d'une église ou, à défaut, l'établissement d'un marché sur le point indiqué par le papier de retombe apposé au plan, dans l'axe de la rue numéro 6, entre les numéros 7 et 8 ;
  - 2° D'établir sur le terrain réservé au milieu de la place un jardin entouré de grilles, dont lesdits entrepreneurs conserveront la propriété, si mieux n'aime le Conseil municipal de la ville de Paris se faire concéder le dit terrain en se chargeant de la dépense d'établissement et d'entretien ; dans le premier cas, il est entendu que les entrepreneurs ne pourront jamais changer la destination dudit jardin ;
  - 3° De faire établir à leurs frais, de chaque côté des nouvelles voies, des trottoirs en pierre dure d'une largeur de 2 mètres dans les rues de 15 mètres, et de 1,6 mètre dans celles de 12 mètres.
  - 4° De supporter les frais d'établissement du pavage et de l'éclairage desdites voies ;
  - 5° De fermer par des grilles en fer ou par des portes, l'entrée des rues qui ne pourraient, quant à présent, avoir de débouchés ;
  - 6° Enfin de se conformer aux lois et règlements sur la voirie de Paris.

- Article 3 : Notre ministre secrétaire d’État au département de l'Intérieur est chargé de l'exécution de la présente ordonnance.

Donné en notre château des Tuileries, etc.
Signé : Charles. »

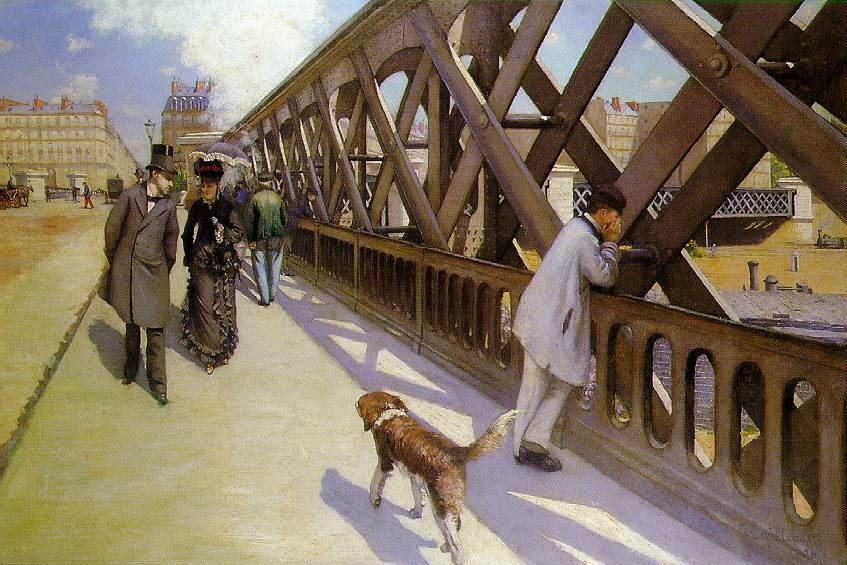
Le Pont de l'Europe, par Gustave Caillebotte (1876).
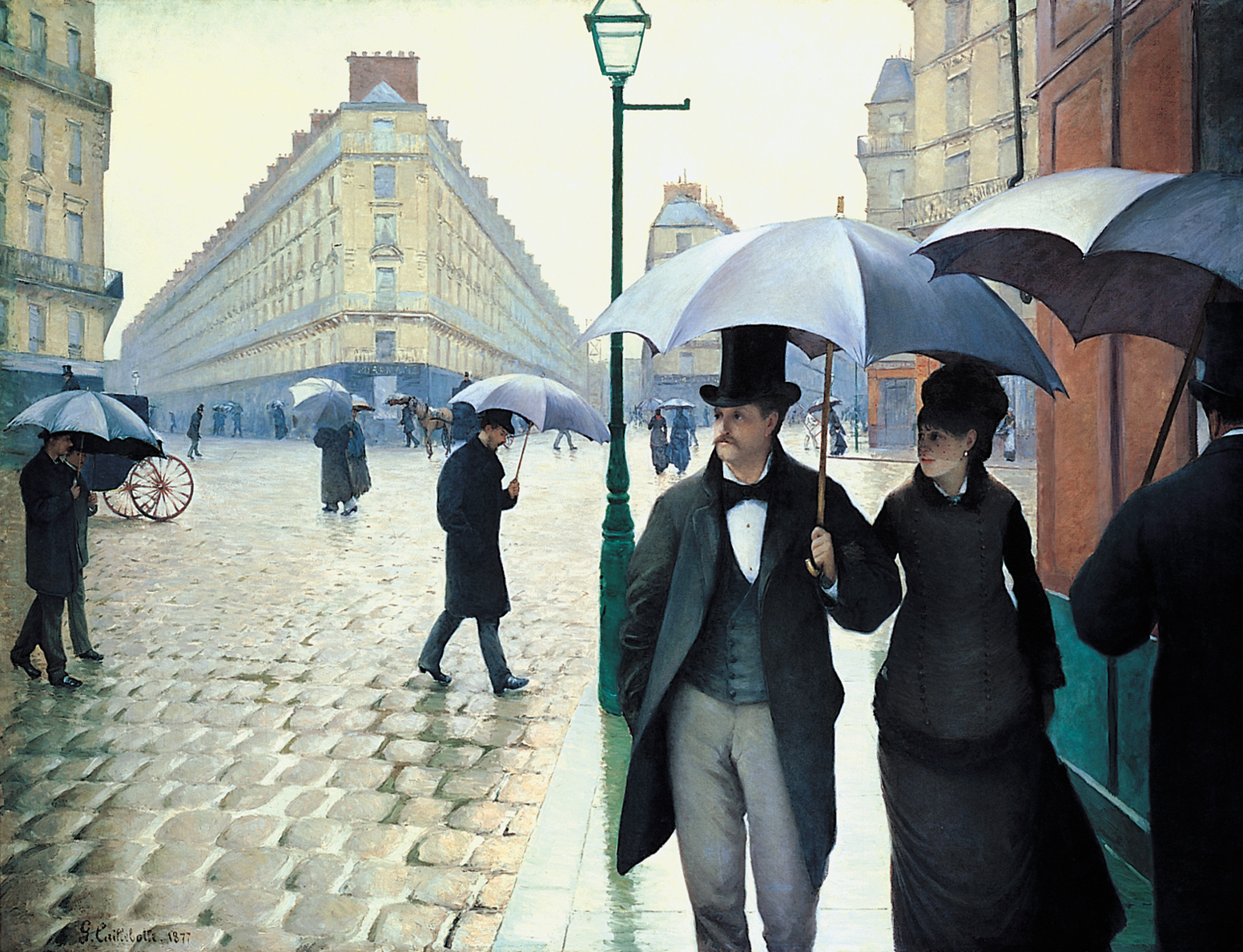
Rue de Paris, temps de pluie, par Gustave Caillebotte, représentant la place de Dublin.

Toutefois, le développement du chemin de fer et la construction de la gare de Paris-Saint-Lazare (alors « gare de l'Ouest ») remet en cause une partie du projet : les voies ferrées remplacent ainsi un axe nord-sud qui devait traverser la place de l'Europe.
La construction des immeubles se termine vers 1865. S'adjoignent au projet les rues de Parme (1849, anc. rue Neuve-de-Clichy), de Copenhague (1868) et de Budapest (1910, anc. passage de Navarin puis passage de Tivoli).
Un peu plus tôt, en 1860, la toponymie des voies de ce lotissement inspire le nom donné à l'ensemble du quartier où il est en majeure partie situé, constitué cette année-là lors du nouveau découpage administratif de Paris qui inclut aussi au quartier, notamment vers l'ouest, des voies qui ne font pas partie du lotissement.
Autour de cette place, ils dessinent un réseau de vingt-quatre rues portant principalement des noms de grandes villes européennes (par ordre alphabétique) :
- rue d'Amsterdam
- rue de Berne (anciennement rue Mosnier)
- rue de Bruxelles (tracée dans les années 1840 à l'emplacement de l'ancien domaine du pavillon La Bouëxière)
- rue de Bucarest
- rue Clapeyron
- rue de Constantinople
- rue d'Édimbourg
- rue de Florence
- une section du futur boulevard Haussmann
- rue de Liège (anciennement rue de Berlin)
- rue de Lisbonne
- rue de Londres
- rue de Madrid
- rue de Milan
- une section du futur boulevard Malesherbes
- rue de Messine
- rue de Miromesnil
- rue de Moscou
- rue de Naples
- rue du Rocher
- rue de Rome
- rue de Saint-Pétersbourg
- rue de Stockholm
- rue de Téhéran
- rue de Turin
- rue de Vienne

## Bâtiments remarquables et lieux de mémoire
- Gare de Paris-Saint-Lazare.
- Lycée Chaptal.

### Ambassades
- Ambassade d'Algérie en France, rue de Lisbonne.
- Ambassade de Birmanie en France, rue de Courcelles.
- Ambassade d'Équateur en France, avenue de Messine.
- Ambassade de Guinée équatoriale en France, boulevard de Courcelles.
- Ambassade de Singapour en France, rue Murillo.

### Espaces verts
- Parc Monceau.
- Square Marcel-Pagnol.

### Lieux de culte
- Église Saint-André-de-l'Europe.
- Église Saint-Augustin.

### Musées
- Musée Cernuschi, avenue Vélasquez.
- Musée Jacquemart-André, boulevard Haussmann.
- Musée Nissim-de-Camondo, rue de Monceau.